# 朴起杓
朴起杓（パク・ギピョ、박기표、1989年6月19日 - ）は、大韓民国の俳優、放送人、企業家であり、大韓民国のストリートファッションの先駆者であるSAFETY ZONE KOREA(株)の代表として活動している。彼は2008年度 ケーブルTV『僕はペット シーズン5(나는펫 시즌 5)』に出演し、2009年にApple IPhone 1の広告を通じて広告モデルと芸能人活動を並行して行っている。現在はSAFETY ZONE KOREA(株)の代表として活動し、マネジメント事業及びエンターテイメント事業を並行して多様な事業を行っている。

## 経歴

### SAFETY ZONE KOREA(株) 代表
1986年に設立された韓国初のオリジナルストリートブランドを率いて第２世代経営者としてブランドを再生させた。トレンディな感覚で再整備し、MZ世代の間で絶大な人気を集めている。

### 海外事業
2018年、性連グループ株式会社とイタリアのマルチブランドMaruzio Coltortiが運営するIKONIC SrlのColtorti Boutiqueと業務協約を締結した。その後、Coltorti BoutiqueはResidenza 725に商号を変更した。

### 梨泰院地区村祭り 副委員長
各種スポンサーシップや事故防止、火災防止などの業務を担当し、様々な国の大使館と協力した。

### ファッションアイコンとしての活動
パク・ギピョは1986年に設立されたSUNJUNGインターナショナルにブランド「SAFETY ZONE」の２世経営者としてブランドを再生させ、トレンディな感覚で再整備し、MZ世代の間で絶大な人気を集めている。彼は自由の象徴であり、ファッションアイコンとして位置づけられた。現在は2018年度にソンヨングループとして設立された株式会社の名前を「SAFETY ZONE KOREA(株)」に変更した。
2018年、イタリアを代表するブランドであるコルトルティ・ブティック（Coltorti Boutique）と業務協約を締結し、SAFETY ZONEが持つ韓国的アイデンティティにヨーロッパの感性を加え、欧州市場でもブランドの認知を高めるきっかけを作った。
2023年4月、上海市政府の許可を得て、中国のデパートに韓国文化（K-Fashion、K-Beauty等）としてSAFETY ZONEブランドを入店する機会を得た。これにより、上海デパートのDRUG+という編集ショップにAdererrorと同様、国内で選ばれたトップブランドの一つとして入店権を確保した。
2024年には、SAFETY     ZONE KOREA内部の競争力を強化するため、「ブドンブドン」キム・ギウン代表、「Peopet」チェ・バウル代表、そして「The Culture N」イ・ソジン代表など外部の人事を指導者として迎え入れた。
また、SAFETY ZONE KOREAブランドの価値を高めるために、様々なファッション業界の人々や機関との協力体制を推進している。例えば、アンドレキム・アトリエ、The Culture Nサロン、Nancy     Lang、オ・チョヒ、シンハランなどが挙げられる。また、2024グローバルインフルエンサーエキスポでは諮問委員を務めた。

## 活動

### 番組出演
2008年に『僕はペットシーズン5 - イケメンペット育成(나는 펫 시즌5-애완남 키우기)』を通じて初めてテレビに出演し、2020年 SBS朝ドラマ 『火の鳥2020』に出演した。

### 広告モデル
2009年、Apple IPhone 1 の広告モデルとして活動し、ファッションリーダーとして位置づけられた。

### DJ活動
上海Shanghai Cotton Clubで公演をした。また、歌手キム・ジョハンから音楽レッスンを受け、DJ活動も並行して行っている。ファッションと音楽、そして様々な分野での活動を通じて影響力を広げている。

### エンターテインメント
日本の有名女優 小倉由菜との出会いを通してファッションとエンターテインメントの融合を試みており、これは韓国と日本のエンターテインメント産業における協力の強化になると期待している。
様々な芸能人や有名人たちと親交があり、俳優ジン・ミリョン、歌手キム・ジョハン、日本人女優 小倉由菜、 パッキャオ、イ・ギョンヒ国会議員など様々な分野の人物と親交を深めている。

## 受賞
- アジアリーダー大賞 ファッションブランド部門 (2019年)
- 大韓民国パワーブランド大賞 ファッションブランド部門 (2020年)[17]
- 韓国を輝かせた誇らしい韓国人大賞 ファッションブランド部門 (2020年)